# Tommy Vance

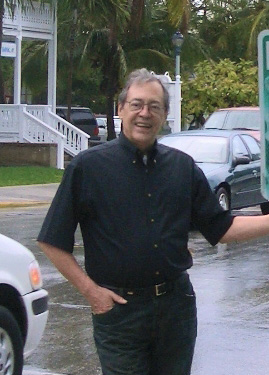
Tommy Vance

Tommy Vance (* 11. Juli 1940 in Eynsham, Oxfordshire; † 6. März 2005 in Dartford, Kent; eigentlich Richard Anthony Crispian Francis Prew Hope-Weston, auch Rick West) war ein britischer Radiomoderator.
Im Alter von 16 Jahren war er bei der Handelsmarine tätig, aber mit seinem Job unzufrieden, und da er begeisterter Hörer von US-Radiosendern war, suchte er sich in den USA einen Job bei einem Radiosender. 1964 erhielt er beim Sender KOC in Seattle seine erste Anstellung, dort moderierte er unter dem Namen Rick West. Das Pseudonym Tommy Vance erhielt er, als er sich zwei Jahre später um eine Anstellung bei einer anderen Radiostation bemühte. Als dort ein DJ namens Tommy Vance einen Job bekommen sollte, aber nicht erschien, gab sich Richard Hope-Weston als Vance aus, und bekam nicht nur dessen Job, sondern behielt von da an den Namen des Kontrahenten. 
Aus Angst, für den Vietnamkrieg eingezogen zu werden, verließ er 1966 die USA und kehrte nach Großbritannien zurück. Nach einer kurzen Anstellung bei 208-Radio Luxemburg wechselte er zum Piratensender Radio Caroline und später zur BBC, wo er insbesondere durch seine Moderation der Friday Night Rock Show (von 1978 bis 1993) bekannt wurde. Vance ist auch zahlreichen Hörern im deutschsprachigen Raum durch den Sender BFBS bekannt. Zuletzt arbeitete die "Stimme des Rock" für den kommerziellen privaten Sender Virgin Classic Rock Radio in London. Er war noch kurz vor seinem Tode im Radio zu hören und starb an den Folgen eines Schlaganfalls. Er wurde im Golders Green Crematorium in London eingeäschert, wo sich auch seine Asche befindet.
Neben seinen zahlreichen Sendungen für das Radio war er als DJ unter anderem zu sehen bei der 'Mutter' der Popsendungen Top Of The Pops und später als Moderator bei VH1. Daneben lieh er zahlreichen Schauspielern in England als Synchronsprecher seine tiefe, rauchige Stimme. Bis zuletzt war er auch Sprecher zahlreicher BBC-Trailer für Rundfunk und Fernsehen. 1974 spielte er in dem Musikfilm Slade In Flame der Band Slade eine Nebenrolle.
Tommy Vance hat mehr als 10.000 Musiker in seinen Sendungen interviewt.